# Blas Nasarre
Blas Antonio Nasarre y Férriz (Alquézar, província d'Osca, 1689 - Madrid, 1751) va ser un crític, erudit i cervantista aragonès.

## Biografia
Va estudiar humanitats a Madrid i Saragossa, i en aquesta última ciutat a més Filosofia. Doctor en tots dos drets, va exercir la càtedra d' Instituta (1711), la de Codi (1720) i la de Vespra de lleis (1722) a la Universitat de Saragossa. Va ser membre de la Academia del Buen Gusto i de la Reial Acadèmia Espanyola. Bibliotecari major del rei entre 1735 i la seva mort en 1751, va ser prior de San Martín de Acoba, dignatari de la Santa Església de Lugo i prior també de la insigne Col·legiata de Santa María d'Alquézar. Va editar per primera vegada junts, en 1749, les Comedias y entremeses de Miguel de Cervantes i va trobar i va publicar la partida de defunció del famós alcalaí. Va reimprimir en 1732 el Quixot d'Avellaneda, però el va considerar superior a la segona part de Cervantes; també va reimprimir la Comedia Eufrosina de Jorge Ferreira de Vasconcelos (Madrid, 1735) en la traducció de Fernando de Ballesteros Saavedra, amb una dedicatòria a Sofrosina Pacheco signada sota el pseudònim de Domingo Terruño Quexiloso. També va escriure sobre el teatre clàssic espanyol una Disertación o prólogo sobre las comedias de España on va considerar a Lope de Vega i Pedro Calderón de la Barca corruptors del bon gust establert pel Neoclassicisme, la qual cosa va iniciar una polèmica en què José Carrillo en el seu pamflet La sinrazón impugnada y beata de Lavapies (1750) i el Marquès de la Olmeda en el seu Discurso crítico sobre el origen, calidad y estado presente de las comedias de España contra el dictamen que las supone corrompidas y en favor de sus más famosos escritores el doctor Frey Lope Félix de Vega Carpio, y don Pedro Calderón de la Barca (Madrid: En la Impremta de Juan de Zuñiga, 1750) van intentar refutar-lo. El seu amic Agustín de Montiano y Luyando va escriure a la seva mort un Elogio Historico Del Doctor D. Blas Antonio Nassarre Y Ferriz: Académico De La Real Academia Española, Madrid: en la Imprenta del Mercurio por Joseph de Orga, 1751.
L'obra de Blas Nasarre és menys important pels seus errats judicis crítics de biaix neoclàssic que per la informació i les dades que subministra.

## Obres
- Disertación o prólogo sobre las comedias de España. Edición de Jesús Cañas Murillo, Cáceres: Universidad de Extremadura, 1992.
- Elogio histórico de don Juan Ferreras, 1736.
- Elogio histórico del marqués de Villena, 1738.
- Relación del funeral de la reina doña María Luisa Gabriela de Saboya, 1714.